# 陈恩普
陳主恩（1892年—20世纪?）江蘇省蘇州府吴县人，中華民国法官、政治家。

## 生平
汪精卫的南京国民政府成立后，他在司法机构任职。1944年（民国33年）3月，他任特別法庭庭長、最高法院检察長、刑務署長兼保護司司長。7月，随着司法行政部長張一鵬逝世，陳恩普接任部長。翌年1月，他改任国民政府政務参赞。
日本投降後，其生平不详。